# Charaxes camulus
Charaxes camulus är en fjärilsart som beskrevs av Dru Drury 1782. Charaxes camulus ingår i släktet Charaxes och familjen praktfjärilar. Inga underarter finns listade i Catalogue of Life.